# Semayan
Semayan is een bestuurslaag in het regentschap Centraal-Lombok van de provincie West-Nusa Tenggara, Indonesië. Semayan telt 4822 inwoners (volkstelling 2010).